# Vladimir Herrera
Vladimir Herrera(Lampa, 1950) es un poeta peruano. 

## Obra poética y biografía
Publicó su primer libro de poemas, Mate de cedrón, en 1974. Ha vivido en Lisboa, Roma, París y Barcelona. En esta última ciudad fundó la editorial artesanal Auqui, en la que publicó principalmente la obra de Emilio Adolfo Westphalen, André Coyné y Américo Ferrari. Ha dirigido las revistas Trafalgar Square y Celos junto con Enrique Vila-Matas y Cristina Fernández Cubas. En 1980 fue becado por el Instituto Nacional de Bellas Artes de México y durante un año trabajó en un taller de poesía con Tamara Kamenszain y Alberto Blanco. Además del poemario mencionado, es autor de los libros Del verano inculto (Valencia, Taberna de Cimbeles, 1980), Pobre poesía peruana (Barcelona, Auqui, 1989), Almanaque (Barcelona, Auqui, 1990), Kiosko de Malaquita (Barcelona, Auqui, 1993) y Poemas incorregibles una colección consagratoria de su obra publicada en Barcelona por Tusquets editores el año 2000. En el 2009 fue antologado por Andrés Soria Olmedo en 20 años de poesía, (1989-2009) en la colección Nuevos Textos Sagrados de Tusquets Editores. También figura en Espléndida Iracundia. Antología consultada de la poesía peruana 1968-2008, Lima, junio del 2012 y Poesía Puneña, Puno, marzo del 2012. Actualmente vive en las montañas del Cusco y recientemente, su primer libro, ha sido reeditado en coedición por el Grupo editorial Hijos de la lluvia y editorial Cascahuesos Editores. 
En diciembre del 2011 editorial Laguna Brechtiana reeditó para el Perú su libro Del verano inculto.